# Águas de Chapecó
Águas de Chapecó è un comune del Brasile nello Stato di Santa Catarina, parte della mesoregione dell'Oeste Catarinense e della microregione di Chapecó.

## Geografia fisica
Si trova a 665 km ad ovest di Florianópolis, capitale dello Stato.
Il clima è umido, con una temperatura media annua di 20 °C.
Ha un Indice di sviluppo umano di 0,781.